# Beata de Robien
Pour les articles homonymes, voir Robien.
Beata de Robien est une femme de lettres française d'origine polonaise.

## Biographie
Beata de Robien a suivi des études de philologie polonaise et de philologie romane à l'École supérieure de pédagogie puis à l'université Jagellonne de Cracovie, terminées par un mémoire sur le théâtre du dramaturge Sławomir Mrożek.
En 1975, elle devient assistante d'Eugène Ionesco tout en poursuivant des études de troisième cycle à la Sorbonne avec une thèse sur le théâtre de l'absurde, puis travaille comme documentaliste spécialisée dans les recherches héraldiques et historiques pour des maisons d'édition.
Elle traduit et adapte des pièces d'auteurs français (Romain Rolland, Boris Vian, Jean Giraudoux, Jean-Claude Grumberg (joués en Pologne) et des auteurs polonais (Ireneusz Iredyński (pl), Tadeusz Różewicz) joués en France et des scénarios pour la télévision.
Elle publie en 1994 son premier ouvrage Le Nain du roi de Pologne qui se déroule au XVIe siècle autour d'Henri de Valois, successivement roi de Pologne puis roi de France, et quelques années plus tard une biographie remarquée de la femme de Franklin D. Roosevelt, Eleanor. Elle suit les cours de l'École du Louvre en 1994-1995. En 2007, elle publie Le roman de la Pologne sur l'histoire de la Pologne, des premiers rois jusqu'à son entrée dans l'Union Européenne. En 2013, son livre Fugue polonaise reçoit un Grand Prix de l'Académie française Hervé Deluen, ainsi que le prix CBPT.
En 2016, aux éditions Albin Michel, elle publie La Malédiction de Svetlana - L'histoire de la fille de Staline.

## Distinctions
- Grand Prix de l'Académie française Hervé Deluen 2013[6], destiné à récompenser « toute personne ou toute institution qui contribue efficacement à la défense et à la promotion du français comme langue internationale ».
- Prix Charles Oulmont 2017, fondation sous l'égide de la Fondation de France, pour sa biographie de la fille de Staline : La malédiction de Svetlana[7].
- Prix Culture et Bibliothèques pour Tous 2014, pour son roman Fugue polonaise.
- Prix de l'Académie du Maine 1995
- pl:Médaille Bene Merito en 2015 de la République de Pologne

## Œuvre
- Le Nain du roi de Pologne, Plon, 1994  (ISBN 978-2-259-18052-8) (Prix de l'Académie du Maine)[8],[9]
  - Karzeł króla jegomości, Twój Styl, 1995  (ISBN 83-85443-80-0) (traduit par Katarzyna Skawina)
- Les Passions d'une présidente : Eleanor Roosevelt, Éditions Perrin, 2000  (ISBN 978-2-262-01666-1)[10],[11]
  - Eleanor Roosevelt między namiętnością a polityką, Świat Książki, 2004,  (ISBN 83-7391-439-0) (traduit par Krystyna Szeżyńska-Maćkowiak)
- Le Roman de la Pologne, Éditions du Rocher, 2007  (ISBN 978-2-268-06291-4)[4], réédité en 2015 et 2017.
- Fugue polonaise, Albin Michel, 2013  (ISBN 978-2-226-24698-1 et 978-2-84666-913-9)[12] (Prix Culture et Bibliothèques Pour Tous[13])
- La Malédiction de Svetlana - L'histoire de la fille de Staline, Albin Michel, 2016  (ISBN 978-2-226-32860-1)[5]